# Clinton Portis
Clinton Earl Portis (* 1. September 1981 in Laurel, Mississippi) ist ein ehemaliger US-amerikanischer American-Football-Spieler auf der Position des Runningbacks. Er spielte für die Denver Broncos und die Washington Redskins in der National Football League (NFL).
Portis spielte College Football für die University of Miami. Er wurde als 19. Spieler in der zweiten Runde der NFL Draft 2002 von den Denver Broncos ausgewählt. In seiner ersten Saison, in welcher er zum NFL Rookie of the Year gewählt wurde, konnte er 1.508 Yards erlaufen, welche er in seiner zweiten Saison mit 1.591 Yards sogar noch übertraf. Im Jahr 2004 wurde er zu den Washington Redskins für Cornerback Champ Bailey und ihren Draft-Pick in der zweiten Runde getauscht.
In der Spielzeit 2008 konnte Clinton Portis zum zweiten Mal in seiner Karriere mehr als 120 Yards Raumgewinn in fünf aufeinanderfolgenden Spielen, als erst zweiter Runningback überhaupt, erlaufen.
In seiner Karriere erlief Portis nicht nur 9.923 Yards, sondern fing auch 247 Bälle für 2.018 Yards. Zudem fing er noch fünf Touchdownpässe.